# Gnathopraxithea sarryi
Gnathopraxithea sarryi är en skalbaggsart som beskrevs av Campos-seabra och Tavakilian 1986. Gnathopraxithea sarryi ingår i släktet Gnathopraxithea och familjen långhorningar.
Artens utbredningsområde är Venezuela. Inga underarter finns listade i Catalogue of Life.